# Stig Berggren
Stig Nils Wilhelm Berggren, född den 12 maj 1903 i Vickleby församling, Kalmar län, död den 7 mars 1981 i Frösö församling, Jämtlands län, var en svensk militär.
Berggren blev fänrik vid fortifikationen 1923 och löjtnant där 1928. Han genomgick Artilleri- och ingenjörhögskolans högre kurs 1928–1930 och bedrev specialstudier vid Kungliga Tekniska Högskolan 1930–1932. Berggren var repetitör vid Artilleri- och ingenjörhögskolan 1930–1932 och militärassistent i vattenfallsstyrelsen 1936–1939. Han blev kapten i generalstabskåren 1937, var lärare vid Krigshögskolan 1937–1942, befordrades till major 1942 och var avdelningschef vid arméstabens utrustningsavdelning 1942–1946. Berggren blev överstelöjtnant i generalstabskåren 1945 och vid Bodens ingenjörkår 1946. Han blev chef för kåren 1948 och befordrades till överste 1949. Berggren var inspektör för ingenjörtrupperna 1953–1963. Han var stadsfullmäktig i Boden 1950–1953 och ordförande i Svenska Ridsportens Centralförbund 1961–1971. Berggren blev ledamot av Krigsvetenskapsakademien 1943. Han blev riddare av Svärdsorden 1943 och av Vasaorden 1945, kommendör av andra klassen av Svärdsorden 1953 samt kommendör av första klassen 1955. Berggren är gravsatt i minneslunden på Östra kyrkogården i Malmö.